# Declinació gramatical
En lingüística, declinació és la flexió nominal, és a dir, la de substantius, pronoms i adjectius per tal d'indicar categories gramaticals com ara nombre, cas, gènere, ... Generalment, però, només es fa servir aquest terme per indicar la inflexió d'un mot en casos gramaticals que marquen la seva funció en una oració.
Gran part de les llengües del món presenten declinació, i juga un lloc molt important en les llengües indoeuropees. En català, per exemple, només hi ha inflexió per indicar nombre, i en els casos que és possible, per gènere:
- ex. català: el gos, la gossa, els gossos, les gosses.
- ex. castellà: el perro, la perra, los perros, las perras.
- ex. francès: le chien, la chienne, les chiens, les chiennes.

Com es pot veure, en aquestes paraules hi ha un element primari i fix que constitueix l'arrel o radical i que aporta l'element semàntic, on s'afegeixen les desinències (-a, -es, etc.) que aporten informació gramatical.

## Cas
En algunes llengües flexives, el cas és cadascuna de les formes que pot presentar una mateixa paraula segons la seva funció sintàctica. Algunes paraules poden portar desinències diferents que constitueixen marques de cas, és a dir, marques que indiquen el rol gramatical de la paraula.
Compareu aquestes oracions en llengua russa, i com canvia el nom de dona que apareix en totes tres:
- 1. Ольга танцует очень хорошо [Ol'ga tantsuet ótxen haraixó] L'Olga balla bé.
- 2. Ты знаешь Ольгу. [Ty znaieix' Ol'gu]. Tu coneixes l'Olga.
- 3. Он танцует с Ольгой [On tantsuet s Ol'goi]. Ell balla amb l'Olga.

En la primera, "L'Olga" és el subjecte de l'oració i, per tant, no hi veiem cap canvi: aquesta és la forma bàsica dels substantius, i que se sol anomenar cas nominatiu.
En aquesta segona frase, en canvi, veiem que la darrera vocal del nom Olga esdevé Olgu. Per què passa això? En aquesta frase, Olga és el complement directe de l'oració, el qual vol dir que és l'objecte de l'oració al qual es refereix l'acció (el verb), en aquest cas, conèixer. En rus, doncs, els elements de la frase que constitueixin el complement directe, prendran la forma del cas acusatiu, que en femení sol acabar en -у. (-u).
Passem a la tercera. El rus té un cas anomenat cas instrumental, que indica amb què o amb qui es realitza una acció, allò que la nostra gramàtica anomena complement circumstancial d'instrument (CCT). Els substantius femenins de la llengua russa prenen la desinència -ой (-oi) per indicar-ho.
Com ja hem dit, les llengües romàniques no fan aquest tipus de distinció, tot i que un petit nombre de paraules encara posseeix restes de cas (procedents del llatí), com podem veure en les diferents formes que prenen els pronoms personals. Observeu:
- Jo ballo molt bé.
- Tu em coneixes.
- Ell balla amb mi.

El romanès, a més, també té dos casos gramaticals en els substantius.

## Declinació en llengües indoeuropees
En llatí (la llengua d'origen de les llengües romàniques actuals), en canvi, podem trobar fins a sis casos. Vegem les formes mot homo (home), de la tercera declinació, en singular per il·lustrar-ho:
- Nominatiu, amb funció de subjecte o atribut: homo - ex. homo ibi stat ("l'home és allà")
- Vocatiu, vocació, rarament emprat: homo - ex. o homo! ("oh home!")
- Genitiu, complement del nom: hominis - ex. nomen hominis est Claudius (el nom de l'home és Claudius)
- Datiu, complement indirecte: homini - ex. homini donum dedi (vaig donar un regal a l'home)
- Acusatiu, complement directe i circumstancial: hominem - ex. hominem vidi (vaig veure l'home)
- Ablatiu, diversos usos, generalment complement circumstancial: homine - ex. sum altior homine (sóc més gran que l'home). En grec no hi ha ablatiu.

El sànscrit, una altra llengua indoeuropea, té un sistema declinatiu similar al del llatí, que el gramàtic de l'antiguitat Panini anomenà Karaka.
El grec, una altra llengua indoeuropea, també té una declinació similar a la del llatí, que ha estat simplificada en el grec modern.
Totes les llengües eslaves (com el rus o el txec), amb l'excepció parcial del búlgar, tenen un sistema declinatiu.
El rus originalment posseïa set casos, dels quals avui en dia només se'n fan servir sis.
També algunes llengües germàniques, com l'islandès i en part l'alemany, conserven el sistema declinatiu. Tot i que la llengua anglesa moderna ha perdut els casos, l'anglès antic sí que en posseïa.

## En altres llengües
El basc, el turc, el finès, l'estonià o l'hongarès són exemples de llengües que no pertanyen a la família indoeuropea, i que posseeixen un gran nombre de casos, especialment la darrera.
En el cas d'aquestes llengües, però, no es pot parlar veritablement de "declinació", sinó que es tracta de sufixos que s'afegeixen a l'arrel de la paraula per modificar el seu rol en l'oració, quelcom que juga gran importància en les llengües aglutinants, tipologia a la qual pertanyen aquestes tres. La declinació, tècnicament parlant, és pròpia de les llengües de tipus sintètic.